# Font termal

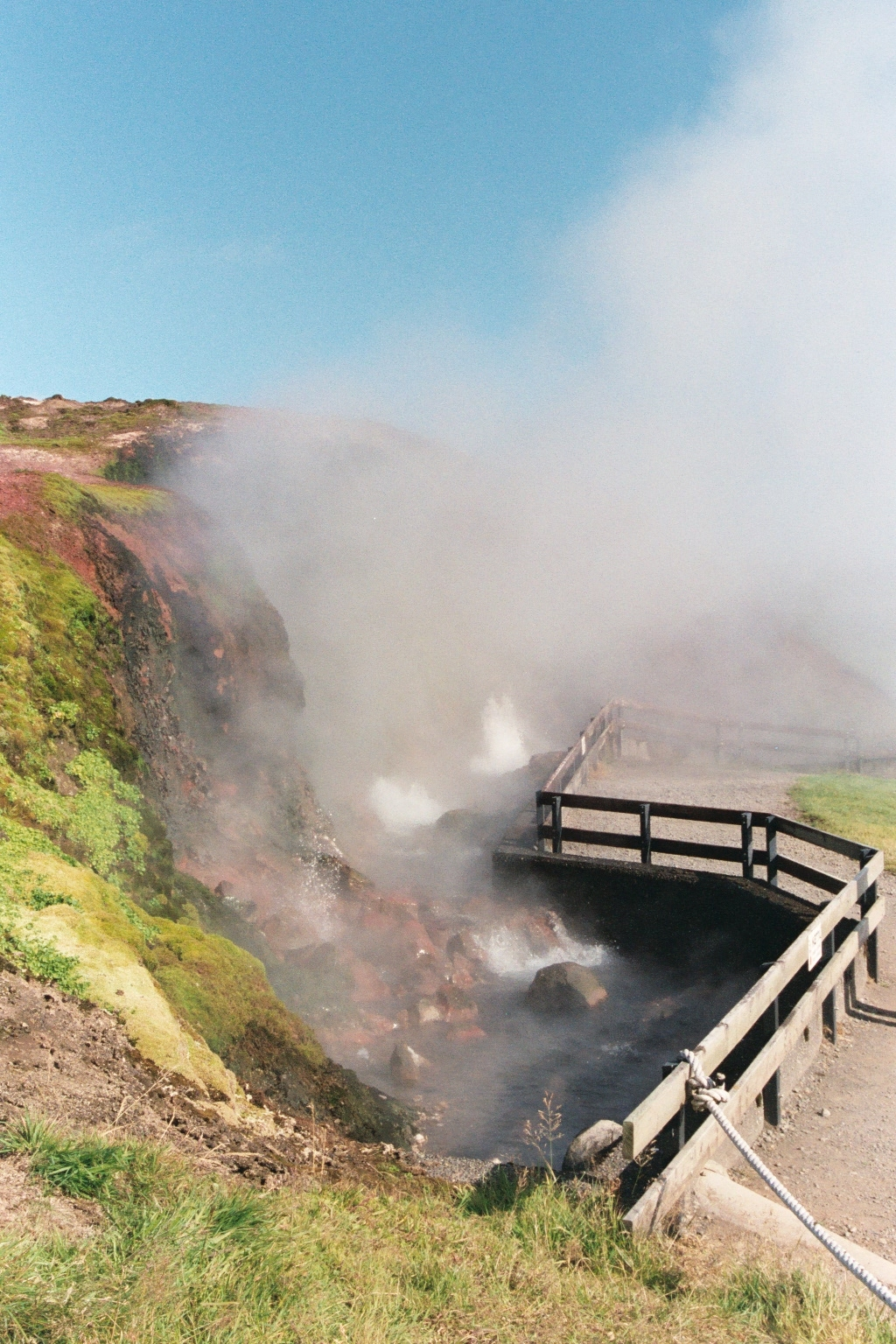
Deildartunguhver, Islàndia: el major flux d'aigües termals a l'Europa.

Una font termal, deu termal o font calenta és una font que es produeix per l'emergència d'aigües subterrànies geotermals de l'escorça terrestre. Hi ha fonts termals a tot el món, en tots els continents i fins i tot sota els oceans i mars.
Popularment les fonts sulfuroses que desprenen una olor o fortor particular són dotes fonts pudes o pudentes i les que són ferruginoses fonts rovelloses o rovellades.

## Definicions

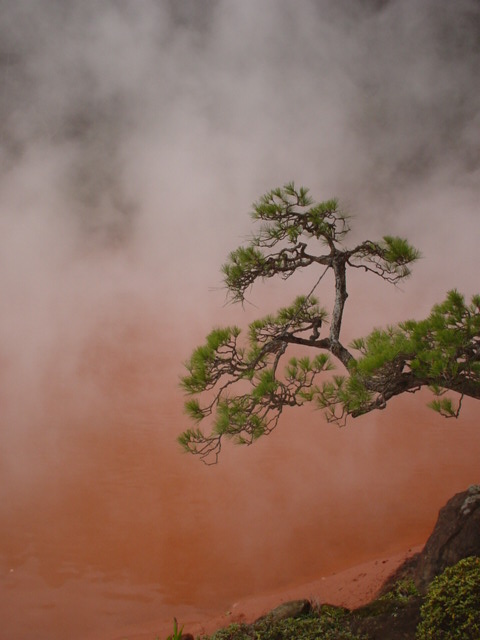
Font termal ferruginosa a Beppu (Ōita), el Japó.

No hi ha cap definició universalment acceptada d'una font termal. Per exemple, es pot trobar que «font termal» es defineix com:
- Qualsevol font geotèrmica[2]
- Una font amb temperatures per sobre del seu entorn[3]
- Un brollador natural amb la temperatura de l'aigua per sobre de la temperatura corporal - normalment entre 36,5 °C i 37,5 °C[4]
- Una font natural amb aigua calenta per sobre de la temperatura corporal[5]
- Una font termal amb aigua més calenta que 36.7 °C[6][7]
- Una font natural d'aigua amb temperatura superior a 21,1 °C (sinònim de font termal)[8][9][10][11]
- Una eixida natural d'aigües subterrànies amb temperatures elevades[12]
- Un tipus de font termal en la qual l'aigua calenta és portada a la superfície. La temperatura de l'aigua d'una font termal és en general 6,5 °C o més per sobre de la temperatura mitjana de l'aire.[13][14] Tingueu en compte que per aquesta definició, «font termal» no és sinònim de l'expressió «aigües termals»
- un tipus de font en què l'aigua calenta és portada a la superfície (sinònim de font termal). La temperatura de l'aigua de la font és 8,3 °C o més per sobre la temperatura mitjana de l'aire[15]
- Una font amb aigua per sobre la temperatura interior del cos humà - 36,7 °C[16]
- Una font amb aigua per sobre la temperatura mitjana ambient del sòl, una definició afavorida per alguns
- Una font amb aigües amb temperatures superiors a 50 °C[17]

El terme relacionat «font calenta» es defineix per moltes fonts com una font amb la temperatura de l'aigua inferior a la d'una font termal, encara que Pentecost, et al. (2003) suggereixen que la frase «font calenta» no és útil i ha de ser evitada. El Geophysical Data Center del NOAA estatunidenc defineix una «font calenta» com una font amb aigua entre 20 °C i 50 °C.